# Піддубровинське сільське поселення
Піддубро́винське сільське поселення (рос. Поддубровинское сельское поселение) — муніципальне утворення у складі Вікуловського району Тюменської області, Росія.
Адміністративний центр — село Піддубровне.

## Історія
2004 року був ліквідований присілок Волинкіна.

## Населення
Населення — 659 осіб (2020; 711 у 2018, 773 у 2010, 896 у 2002).

## Склад
До складу поселення входять такі населені пункти:
| Населений пункт     | Населення, осіб (2002) | Населення, осіб (2010) |
| ------------------- | ---------------------- | ---------------------- |
| Волинкіна, присілок | 0                      | -                      |
| Малишево, село      | 141                    | 96                     |
| Одіно, село         | 167                    | 147                    |
| Піддубровне, село   | 557                    | 509                    |
| Юшкова, присілок    | 31                     | 21                     |